# Stranný
Stranný är en ort i Tjeckien.   Den ligger i regionen Mellersta Böhmen, i den centrala delen av landet, 40 km söder om huvudstaden Prag. Stranný ligger 455 meter över havet och antalet invånare är 123.
Terrängen runt Stranný är huvudsakligen lite kuperad. Stranný ligger uppe på en höjd.Runt Stranný är det ganska glesbefolkat, med 32 invånare per kvadratkilometer. Närmaste större samhälle är Benešov, 14,2 km öster om Stranný. Omgivningarna runt Stranný är en mosaik av jordbruksmark och naturlig växtlighet.